# 군범죄
군범죄(軍犯罪)는 군사와 관련있는 범죄이다. 군인이 범하는 범죄와 민간인과 외국인이 범하는 군형법의 일부 조항이 있다. 전자의 경우 모든 군형법이외에 넓은 의미로 형사범과 행정범을 범한 경우도 포함된다. 후자의 경우 해당 군형법의 조항을 위반한 경우에만 군범죄가 성립한다.

## 군형법의 적용대상이 되는 군인 및 준군인의 신분

### 군인
- 현역에 복무하는 장교
- 현역에 복무하는 부사관
- 현역에 복무하는 병 (전환복무중인 자는 제외)

### 준군인
- 군무원
- 군적을 가진 군(군)의 학교의 학생·생도
- 사관후보생
- 부사관후보생
- 병역법 제57조에 따른 군적을 가지는 재영 중인 학생
- 소집되어 실역에 복무하고 있는 예비역인 군인
- 소집되어 실역에 복무하고 있는 보충역인 군인
- 소집되어 실역에 복무하고 있는 제2국민역인 군인

## 민간인과 외국인이 위반하면 적용대상이 되는 군형법의 조항

### 기수범
- 간첩죄에서의 기밀누설 (군형법 제13조제2항)
- 간첩죄에서의 부대·기지·군항(軍港)지역 또는 그 밖에 군사시설 보호를 위한 법령에 따라 고시되거나 공고된 지역과 부대이동지역·부대훈련지역·대간첩작전지역 또는 그 밖에 군이 특수작전을 수행하는 지역에서 간첩죄를 범하는 경우(군형법 제13조제3항)
- 유해음식물공급죄 (군형법 제42조)
- 초병에 대한 폭력, 협박죄(군형법 제54조)
- 초병에 대한 집단 폭력, 협박죄(군형법 제55조)
- 초병에 대한 특수 폭력, 협박죄(군형법 제56조)
- 초병에 대한 폭력치사상죄(군형법 제58조)
- 초병에 대한 상해죄(군형법 제58조의 2)
- 초병에 대한 집단상해죄(군형법 제58조의 3)
- 초병에 대한 특수상해죄(군형법 제58조의 4)
- 초병에 대한 중상해죄(군형법 제58조의 5)
- 초병에 대한 상해치사죄(군형법 제58조의 6)
- 초병살해와 예비, 음모죄(군형법 제59조)
- 군용시설 등에 대한 방화죄(군형법 제66조)
- 노적 군용물에 대한 방화죄(군형법 제67조)
- 폭발물 파열죄(군형법 제68조)
- 군용시설 등 손괴죄(군형법 제69조)
- 노획물 훼손죄(군형법 제70조)
- 함선·항공기의 복몰 또는 손괴죄(군형법 제71조)
- 군용물 등 범죄에 대한 형의 가중죄에서 총포, 탄약 또는 폭발물에 대한 죄를 범하는 경우(군형법제75조제1항제1호)
- 외국의 군용시설 또는 군용물에 대한 죄(군형법 제77조)
- 초소침범죄(군형법 제78조)
- 간수자의 포로도주원조죄(군형법 제87조)
- 포로도주원조죄(군형법 제88조)
- 포로탈취죄(군형법 제89조)
- 도주포로비호죄(군형법 제90조)

### 미수범
- 군형법 제15조(간첩죄;제13조제2항 및 제13조제3항)
- 군형법 제63조(초병에 대한 상해죄;제58조의 2, 초병에 대한 집단상해죄;제58조의 3, 초병에 대한 특수상해죄;제58조의 4, 초병살해와 예비, 음모죄;제59조)
- 군형법 제72조(군용시설 등에 대한 방화죄;제66조, 노적 군용물에 대한 방화죄;제67조, 폭발물 파열죄;제68조, 군용시설 등 손괴죄;제69조, 노획물 훼손죄;제70조, 함선·항공기의 복몰 또는 손괴죄;제71조)
- 군형법 제91조(간수자의 포로도주원조죄;제87조, 포로도주원조죄;제88조, 포로탈취죄;제89조, 도주포로비호죄;제90조)

## 같이 보기
- 군형법
- 대한민국 군형법의 범죄 목록